# Liutpold II. Žovneški
Liutpold II. Žovneški ali Leopold II. Žovneški, svobodni plemič iz prve polovice 13. stoletja na gradu Žovnek in prednik rodbine Celjskih grofov.
Liutpold in Konrad I. sta bila sinova Gebharda II. Žovneškega, ki sta omenjena v viru iz leta 1224. Tedaj naj bi se Liutpold II. s svojim bratom Konradom I. udeležil viteškega turnirja v Brežah, ki ga je pripravil nemški vitez in pesnik Ulrik Liechtensteinski – slednji je ta turnir tudi opisal v svoji pesnitvi Služba dami (Frauendienst).